# Friedrich Wilhelm von Steuben
Friedrich Wilhelm Ludolf Gerhard Augustin von Steuben (Magdeburgo, 17 settembre 1730 – Steubenville, 28 novembre 1794) è stato un generale prussiano, noto per avere organizzato ed addestrato l'Esercito continentale nell'inverno di Valley Forge. Scrisse il Revolutionary War Drill Manual, volume che fu il principale manuale di addestramento dell'esercito statunitense sino alla guerra del 1812. Fu capo dello staff dell'armata di George Washington negli anni finali della guerra d'indipendenza americana.

## Biografia

### I primi anni
Friedrich von Steuben nacque a Magdeburgo, in Germania, allora parte del Brandeburgo-Prussia, figlio di Wilhelm Augustin von Steuben (1699–1793), tenente d'esercito nel corpo dei genieri. Sua madre era Elizabeth von Jagvodin. Steuben accompagnò suo padre nell'Impero russo quando Federico Guglielmo I, re di Prussia ed Elettore di Brandeburgo, ordinò a Wilhelm di entrare in servizio presso la zarina Anna. La famiglia tornò nel Regno di Prussia dopo l'ascesa di Federico il Grande al trono nel 1740. Dal 1761, Wilhelm divenne capitano ed aiutante del Maggiore Generale 
Von Knobloch durante la prigionia a seguito della capitolazione di Kolberg.
Friedrich aveva studiato dai gesuiti a Breslavia e, dall'età di 16 anni, divenne ufficiale dell'esercito prussiano come suo padre prima di lui. Durante la Guerra dei sette anni egli fu membro di un'unità di fanteria e successivamente venne prescelto come aiutante di campo del re. Divenuto capitano, von Steuben ottenne anche un canonicato (era infatti di religione protestante) nella cattedrale di Havelberg, dal quale trasse una quota annua di 1.200 fiorini. Nel 1762 venne prescelto come uno dei tredici membri della "classe speciale per l'arte della guerra" (Spezialklasse der Kriegskunst). Capo di questa classe era il re in persona. Dopo la guerra, l'esercito venne notevolmente ridotto e von Steuben fu uno dei molti ufficiali prussiani che improvvisamente rimasero senza lavoro.

### Il servizio nell'Hohenzollern-Hechingen

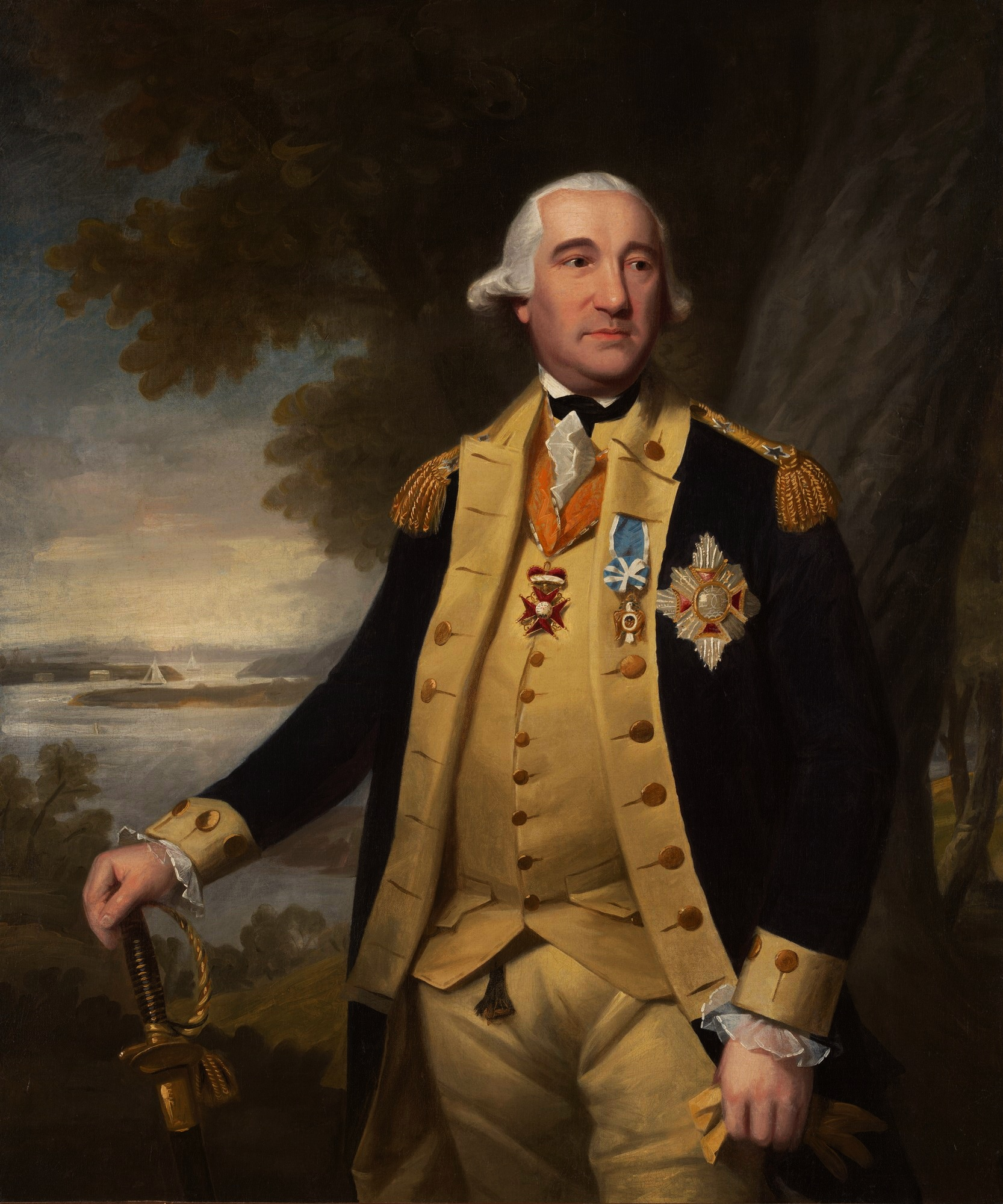
Il barone von Steuben in un ritratto di Ralph Earl

Nel 1764 von Steuben divenne ciambellano del principe Giuseppe Federico Guglielmo di Hohenzollern-Hechingen. Nel 1769, egli iniziò ad usare il titolo di barone, basato su una genealogia falsificata preparata da suo padre per dare più lustro alla famiglia. Egli fu l'unico cortigiano ad accompagnare in incognito il principe in Francia nel 1771, nella speranza di ottenere fondi per il principato. Svanita questa speranza, i due tornarono in Germania nel 1775, profondamente indebitati.
Von Steuben viaggiò dunque in Irlanda nell'estate del 1777 e venne successivamente presentato al ministro della guerra francese, Claude Louis, conte di Saint-Germain. Il conte, riconoscendo il potenziale di un ufficiale addestrato secondo i metodi prussiani, lo introdusse a sua volta a Benjamin Franklin. Su raccomandazione del conte francese, von Steuben venne a sua volta presentato a George Washington con una lettera di Franklin come "Tenente Generale al servizio del Re di Prussia", un'esagerazione delle sue attuali credenziali derivata da un'errata traduzione dal tedesco. Trovati dei fondi, lasciò l'Europa da Marsiglia.

### La rivoluzione americana

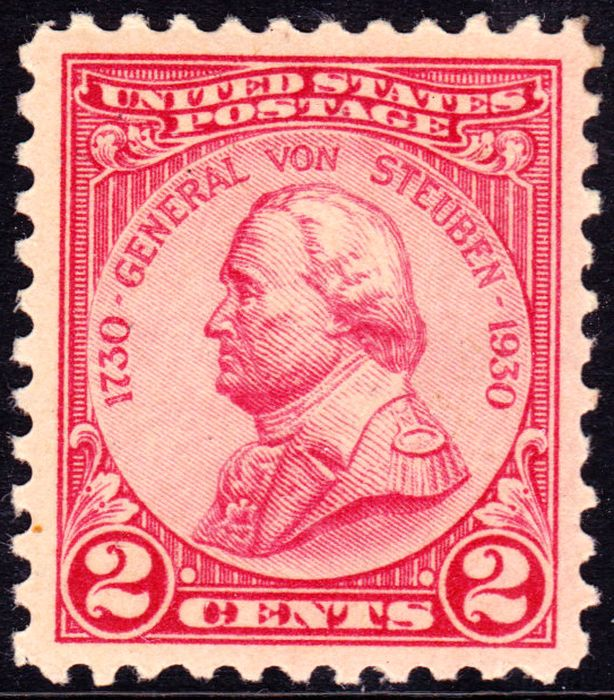
Il General Von Steuben, francobollo commemorativo degli Stati Uniti stampato nel 1930

Il 26 settembre 1777, il barone assieme al suo piccolo levriero italiano Azor (che lo seguiva e lo seguirà ovunque nella sua carriera) ed al suo giovane aiutante di campo Louis de Pontière, oltre al suo segretario militare Pierre Etienne Duponceau e ad altri due compagni, raggiunse Portsmouth, nel New Hampshire, il 1º dicembre. Il Congresso aveva sede a quell'epoca a York, in Pennsylvania, dopo che era stato scacciato da Filadelfia con l'avanzata britannica. Dal 5 febbraio 1778, von Steuben si era offerto come volontario senza paga (solo all'inizio), e dal 23 febbraio era già in forze presso Valley Forge. Steuben parlava poco l'inglese ed era solito urlare al suo traduttore "Qui! Vieni qui! Traduci ciò che dice per me!", al punto che anche il colonnello Alexander Hamilton ed il generale Nathanael Greene gli furono di grande aiuto nella stesura del programma d'addestramento dell'esercito, che trovò l'approvazione di Washington.

#### Il programma d'addestramento
L'allenamento tecnico di von Steuben per l'esercito americano aveva lo scopo di creare una "compagnia modello", un gruppo di 120 uomini scelti che avrebbero a loro volta formato altro personale a livello reggimentale e di brigate. La personalità eccentrica di von Stauben lo rendeva un capo mistico nel suo genere. Egli era solito addestrare i soldati, parlando loro sia in tedesco che in francese. Von Steuben scriveva gli ordini del giorno in tedesco, il capitano Benjamin Walker traduceva il programma in francese ed un ufficiale bilingue traduceva la programmazione in inglese.
Von Steuben introdusse un sistema di addestramento progressivo, partendo con la scuola per i soldati, con e senza armi, sino a giungere alla scuola del reggimento. Questo andò a correggere la precedente tendenza semplicemente ad assegnare del personale in un reggimento. Ciascun comandante di compagnia era responsabile dell'addestramento delle nuove reclute, ma l'istruzione era condotta da sergenti scelti.
Steuben fondò anche degli accampamenti sanitari che perdureranno nell'esercito americano per il successivo secolo e mezzo, così come introdusse la tendenza a realizzare accampamenti stabili durante la conduzione di campagne e vietò ai soldati di cibarsi delle carni dei loro cavalli morti durante le battaglie come era in uso per mantenere l'esercito. Sempre per questioni sanitarie, cucine e latrine dovevano trovarsi agli antipodi negli accampamenti, con i servizi posti nella parte più bassa del campo.
Il più grande contributo però di von Steuben alla rivoluzione americana fu l'addestramento all'uso della baionetta. Sino alla Battaglia di Bunker Hill, gli americani basavano la loro vittoria essenzialmente sull'uso di munizioni. Le baionette erano conosciute, ma esse venivano usate più come strumento da cucina che non come strumento bellico. L'introduzione da parte di von Steuben di vere e proprie baionette da montare sui fucili portò a cambiamenti cruciali. Nella Battaglia di Stony Point, i soldati americani diedero prova della loro nuova abilità acquisita attaccando unicamente con moschetti scarichi e vinsero la battaglia unicamente con le baionette.
I primi risultati dell'addestramento di von Steuben furono evidenti nella Battaglia di Barren Hill, il 20 maggio 1778 e nuovamente nella Battaglia di Monmouth nel giugno del 1778. Steuben, servendo nel quartier generale di Washington, fu il primo a capire che il nemico si stava attestando a Monmouth. Washington richiese per von Steuben la nomina a ispettore generale il 30 aprile ed il Congresso l'approvò il 5 maggio di quell'anno. Durante l'inverno del 1778-1779, von Steuben preparò il Regulations for the Order and Discipline of the Troops of the United States, comunemente conosciuto come "Blue Book". La base contenuta nel libro è quella applicata poi a Valley Forge.

#### La campagna meridionale
Nel 1780 von Steuben sedette nella corte marziale che giudicò l'ufficiale britannico maggiore John André, catturato ed accusato di spionaggio assieme al generale Benedict Arnold. Egli successivamente viaggiò con Nathanael Greene, il nuovo comandante in capo della campagna meridionale delle guerre rivoluzionarie americane. Si acquartierò in Virginia dal momento che gli americani ottenevano da quella regione rifornimenti e nuove truppe. Durante la primavera del 1781, aiutò Greene nella campagna militare, culminando nella spedizione di 450 soldati al generale Gilbert du Motier, marchese de Lafayette nel giugno di quell'anno.
Costretto ad abbandonare l'area, si ricongiunse con l'esercito nella campagna di Yorktown, dove il suo ruolo fu quello di comandante di una delle tre divisioni di Washington. Von Steuben diede assistenza a Washington nello smobilitare l'esercito nel 1783 ed a pianificare la difesa della nuova nazione. Abbandonò la carriera militare con onore il 24 marzo 1783.

### Gli ultimi anni
Von Steuben divenne cittadino americano con atto della legislatura della Pennsylvania nel marzo del 1784 (e poi grazie alle autorità di New York nel luglio del 1786). Con la fine della guerra, von Steuben aveva dato le dimissioni dal servizio attivo nell'esercito e si era stabilito sull'isola di Manhattan, ove divenne figura preminente e anziano della Chiesa Riformata Tedesca locale. Ad ogni modo, pur con le grandi somme di denaro tributategli dal Congresso, egli continuava a trovarsi profondamente indebitato. Nel 1790 il Congresso gli concesse una pensione di 2.500 dollari all'anno che egli detenne sino alla sua morte.
Il 23 dicembre 1783, lo Stato del New Jersey gli concesse l'uso di una tenuta oggi nota col nome di Casa Zabriskie-Steuben, che era stata confiscata al lealista Jan Zabriskie nel 1781. Posta presso New Bridge, nel New Jersey, la residenza includeva un mulino per cereali e 40 acri di terreno. La Legislatura gli concesse di "detenere, occupare e godere della tenuta personalmente, e non per i propri discendenti". Il generale Philemon Dickinson della milizia del New Jersey lo informò di questa donazione.
Il 5 settembre 1788 il parlamento del New Jersey concesse al barone von Steuben il pieno possesso della tenuta. Riconoscendo però la sua natura e evitando di trovarsi ancora in problemi finanziari, von Steuben scrisse a William North nell'ottobre del 1788: "La tenuta del Jersey deve essere venduta. Walker è il mio amministratore, tutti i debiti devono essere pagati".

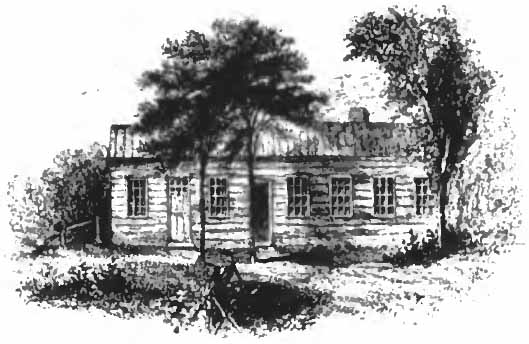
La capanna di von Stauben a nord di Rome, New York

Steuben si stabilì dunque in una piccola tenuta nelle vicinanze di Rome, New York, un terreno garantitogli per il suo servizio militare a favore della patria. Assistette dunque alla fondazione della Società dei Cincinnati e venne nominato reggente per quella che divenne poi nota come Università di Stato di New York. Egli non si sposò mai né ebbe figli. Lasciò la sua residenza al generale Benjamin Walker ed al capitano William North, che avevano prestato servizio come suoi aiutanti di campo durante la guerra, e che egli considerava al pari di suoi figli. Egli è sepolto nello Steuben Memorial State Historic Site.